# Про Вітю, про Машу і морську піхоту
«Про Вітю, про Машу і морську піхоту» (рос. «Про Витю, про Машу и морскую пехоту») — український радянський художній фільм 1973 року режисера Михайла Пташука.

## Сюжет
Шестирічний Вітя живе з батьками у військовому містечку. Друзями хлопчика стають морські піхотинці...

## У ролях
- Сергій Світлицький
- Оксана Бобрович
- Іван Миколайчук
- Олександр Абдулов
- Тинчилик Раззаков
- Георгій Піпія
- Галина Сулима
- Станіслав Франіо
- Женя Близнюк
- Едик Орлов

## Творча група
- Сценарій: Анатолій Усов
- Режисер: Михайло Пташук
- Оператор: Юрій Клименко
- Композитор: Владислав Казєнін